# Genucjusz Cipus
Genucjusz Cipus (łac. Genucius Cipus) – postać z mitologii rzymskiej, bohater podania związanego z początkami Miasta.
Był wodzem rzymskiej armii. Wracając z jednej ze zwycięskich wypraw wojennych spostrzegł podczas przeglądania się w źródle, że na jego głowie wyrosły rogi. Zaniepokojony tym znakiem złożył ofiarę bogom i zapytał haruspika o jego znaczenie. Ten, po przebadaniu wnętrzności zwierzęcia ofiarnego, oznajmił Cipusowi, iż zapowiada to objęcie przez niego urzędu królewskiego, jeżeli przekroczy granice miasta Rzym. Wierny tradycjom republikańskim Cipus zwołał lud na Pole Marsowe i zażądał, aby skazano go na wygnanie. Senat w uznaniu jego wierności dla ustroju państwa ofiarował Cipusowi tyle ziemi, ile będzie mógł zaorać w ciągu jednego dnia. Na pamiątkę wyryto także jego rogatą podobiznę na bramie Rauduskulańskiej u stóp Awentynu.
Legenda o Cipusie została przytoczona w Metamorfozach Owidiusza (XV, 565-621).